# Joe Persichina
Joseph Heinrich Persichina, detto Joe (Torrance, 14 dicembre 1984), è un giocatore di baseball statunitense con cittadinanza italiana.

## Carriera

### Club
Nel 2007 termina il suo periodo universitario all'Arizona State University, e nello stesso anno viene scelto dai Chicago White Sox che lo girano a Great Falls in Rookie League. Nelle annate 2008 e 2009 si è diviso fra Kannapolis (singolo A) e Winston-Salem (singolo A avanzato), ad eccezione di una parentesi in AA con i Barons di Birmingham, Alabama. Una volta concluso il contratto con Chicago, gioca un anno con i Sussex Skyhawks nella Can-Am League.
Nel maggio 2011 arriva in Italia per sostituire Rene Leveret ai North East Knights, franchigia della cittadina di Godo e militante nella massima serie. L'anno successivo passa al Rimini Baseball, con cui raggiunge le finali nazionali.
Nell'agosto 2014 viene aggiunto al roster del San Marino Baseball a pochi giorni dalle finali dell'European Champions Cup, vinta dalla formazione titana proprio contro Rimini. Saranno le sue uniche tre partite di quella stagione, essendo San Marino già eliminato dalla lotta scudetto.

### Nazionale
Viene convocato per la prima volta nella Nazionale italiana in occasione della Italian Baseball Week 2012. Tuttavia, in vista degli imminenti campionati europei, il manager azzurro Mazzieri non lo include nella lista dei definitivi 24 giocatori.
Al termine della stagione 2012, ha al suo attivo 2 presenze nella nazionale italiana.